# بدبیاری
بدبیاری (انگلیسی: Slip-Up) یک تله‌فیلم بریتانیایی است که در سال ۱۹۸۶ منتشر شد.

## بازیگران
- جرمی کمپ
- جرج کاستیگان
- لری لمب
- نیکلاس لو پریوو
- فولتون مک‌کی
- بری جکسون
- گوئن تیلور
- فیلیپ جکسون
- دنیس هوثورن
- دنی وب
- خوژه‌ریو سامورا